# 第二代謝爾本伯爵威廉·佩蒂
威廉·佩蒂·菲茨莫里斯，第一代兰斯当侯爵（英語：William Petty Fitzmaurice，1st Marquess of Lansdowne；1737年5月2日—1805年5月7日），以第二代谢尔本伯爵的稱號更為人所知。英国首相，辉格党领袖，他與第一代威靈頓公爵阿瑟·韋爾斯利是僅有兩位出任英國首相的愛爾蘭人。
威廉·佩蒂出身于爱尔兰的一个古老家族，该家族长期是克里地区的领主。他的爷爷托马斯·菲茨莫里斯1723年承袭克里伯爵爵位，娶威廉·佩蒂爵士的女儿为妻子。因威廉·佩蒂爵士死后没有子嗣，遗产继承给他的外甥第一代谢尔本伯爵约翰·菲茨莫里斯，后者于1751年在名字中加入“佩蒂”。兰斯当侯爵威廉·佩蒂即为此人之子。
威廉·佩蒂毕业于牛津大学。